# Gerardo de la Torre
Gerardo de la Torre (Oaxaca, 15 de marzo de 1938-Ciudad de México, 7 de enero de 2022) fue un escritor, crítico literario, periodista y guionista de televisión mexicano. Fue integrante del Partido Comunista Mexicano.
Terminó la primaria y dejó a medias la secundaria cuando entró a trabajar, en 1953, a Petróleos Mexicanos, donde permaneció 18 años como obrero. Comenzó como actor y escribiendo pequeñas obras de teatro. 
Participó en el taller literario de Juan José Arreola al lado de José Agustín, René Avilés Fabila, Alejandro Aura, Roberto Páramo, Jorge Arturo Ojeda, Elsa Cross, Eduardo Rodríguez Solís y Antonio Leal, entre otros. En ese entonces escribió la mayoría de los cuentos que aparecieron publicados en su primer libro, El otro diluvio; como aún no había logrado fama, quedaron bajo la influencia de Arreola.

## Biografía
Fue actor, periodista, narrador, crítico literario; hizo guiones de cine y televisión, muchos de estos se han filmado. Reconoce a Ernest Hemingway como a uno de los autores que más lo han impresionado, y como el mejor amigo que tuvo a Juan Manuel Torres Sáenz. Toda su obra está construida a partir de su experiencia.
Pese a que pasó un poco inadvertido, fue uno de los talentos literarios desde los años setenta del siglo XX. Característica importante de su obra, el hecho de que permanece no solo por la fuerza con la que pone en evidencia las contradicciones del hombre y sus infiernos (el alcoholismo, la frustración, la corrupción, la injusticia, la ira, el dolor, la rebeldía, la crueldad, la represión, el miedo y la fantasía, las pasiones y el amor a pesar de todo) sino también por lo bien construida. El lenguaje y las técnicas narrativas que maneja son impecables por lo bien trabajadas y porque expresan nítidamente al individuo y a la sociedad que el escritor observa. 
Estudió teatro con Carlos Ancira y Rodolfo Valencia. Formó parte del taller literario de Juan José Arreola. De 1953 a 1972 trabajó como mecánico en la refinería de Azcapotzalco, siempre combinando esta ocupación con las letras. De la Torre fue investigador del Centro de Estudios Históricos del Movimiento Obrero, director de la Casa del Lago de la UNAM (1985), coordinador del Taller de Guiones del Centro de Capacitación Cinematográfica (1989), profesor de narrativa breve en la Sociedad General de Escritores de México (1990-1996) y coordinador del curso de periodismo en los medios electrónicos del Diplomado en Periodismo de la Universidad Autónoma del Estado de México (1992).
Pasó más de quince años en los talleres de una refinería de Petróleos Mexicanos; ahí conoció las luchas, las pasiones y el particular modo que tienen los obreros de ver la vida. Y desde esa óptica, alejado de la denuncia o del cuadro demagógico, muestra en su narrativa las formas de los trabajadores de enfrentar la existencia, especialmente del petrolero.
Realizó diversos guiones para la televisión, para programas como Plaza Sésamo (1972-1973); las series Historia de maestros (1980), Historia de la educación, Por caminos y brechas, Museos y monumentos, El que sabe... sabe (1981-1984), Hora marcada, Tony Tijuana y Aprendamos juntos (…). En el ámbito cinematográfico, incursionó como argumentista de la película Pero sigo siendo el rey (dir. René Cardona Jr., 1988) y como actor en la cinta Lo mejor de Teresa (1976). La lista de su obra publicada es extensa.
Colaboró en la Revista Mexicana de Cultura, Unomásuno, El Universal, El Nacional, Novedades y Excélsior. Desde 1994 perteneció al Sistema Nacional de Creadores.[cita requerida]
Falleció en la Ciudad de México la madrugada del 8 de enero de 2022.

## Obra publicada
Cuentos
- El otro diluvio (1968)
- El vengador (1973)
- Viejos lobos de Marx (1981)
- Relatos de la vida obrera (1988)
- La lluvia en Corinto (1993)
- Tobalá y otros mezcales oaxaqueños (1998)
- De amor la llama (2001)
- La casa del mono y otros crímenes (2002)

Novela
- Ensayo general (1970)
- La línea dura (1971)
- Muerte de Aurora (1980)
- Hijos del águila (1989)
- Los muchachos locos de aquel verano (1994)
- Morderán el polvo (1999)
- Nieve sobre Oaxaca (2010)
- La descendencia del mayor Julio Novoa (2015)
- La muerte me pertenece (2015)

Otros
- No juegues con fuego... sobrenatural (Argumento para el cómic Fantomas publicado el 11 de diciembre de 1976)
- Antología personal (1996)
- El guion: modelo para armar (2003)
- Instantes (2019)

## Premios y reconocimientos
- Premio de Novela Pemex 50 años de la expropiación en 1988 por la novela Hijos del águila
- Premio Nacional de Literatura La Guadalupana en 1991 por El ejecutor
- Premio Nacional de Novela José Rubén Romero en 1992 por Los muchachos locos de aquel verano
- Premio Nacional de Novela Breve Rosario Castellanos en 2009 por Nieve sobre Oaxaca